# Shiki Oriori
Shiki Oriori (詩季織々 lit. De temporada en temporada?) es una película de anime de drama en formato de antología dirigida por Li Haoling, Jiaoshou Yi Xiaoxing y Yoshitaka Takeuchi y producida por Noritaka Kawaguchi. Una coproducción sinojaponesa entre CoMix Wave Films y Haoliners Animation League, se lanzó en Japón y en China el 4 de agosto de 2018, y en todo el mundo el mismo día por StudioCanal y Netflix.

## Argumento
La película está dividida en tres segmentos: Hidamari no Choshoku, Chiisana Fashion Show y Shanghai Koi. Cada una ambientada en una ciudad diferente de China: Pekín, Cantón y Shanghái. Cada parte explora diferentes temas sobre el amor y las alegrías sencillas de la vida.

### Hidamari no Choshoku (“Los fideos de arroz”)
Teniendo lugar en provincia de Hunan y Pekín, Xiao Ming recuerda sus recuerdos con su abuela a través de su amor por fideos San Xian. Cuando Xiao Ming era joven, él y su abuela comían fideos de San Xian en una tienda local que, para él, mostraban cuidado y esfuerzo por su comida. Sin embargo, la tienda cerró con la especulación de que los propietarios fueron expulsados debido a los celos o que un cliente los quería en Pekín. Xiao Ming luego fue a otra tienda de fideos en su ciudad, y aunque la tienda compra fideos prefabricados de San Xian, la sopa de fideos tenía muchos ingredientes para la satisfacción de Xiao Ming. Más tarde, el marido del propietario de esa tienda de fideos quería que la tienda de fideos se convirtiera en una tienda de pesca. Después de un mal negocio y un incidente que involucró al hijo de la pareja, la tienda de fideos reabrió con el esposo y el hijo del dueño trabajando también. Años más tarde, en Beijing, Xiao Ming fue a una tienda de fideos que vendía fideos San Xian que tenían menos ingredientes y un precio más alto, lo que no satisfizo a Xiao Ming. Más tarde escuchó noticias en Hunan de que su abuela se estaba muriendo y regresó lo antes posible. Xiao Ming finalmente se encontró con su abuela en su casa minutos antes de su muerte y lloró. Xiao Ming más tarde regresó a la tienda de fideos en su ciudad y, a través de sus fideos de San Xian, se sintió nostálgico de su época con su abuela y se contentó con el futuro que tenía por delante.

### Chiisana Fashion Show (“Un pequeño espectáculo de moda”)
Esta historia se desarrolla en Guangzhou, Yi Lin es una  modelo y su hermana menor Lulu es una estudiante en el diseño de ropa. Después de emborracharse en su cumpleaños y recibir una resaca, Yi Lin se durmió hasta tarde para una evaluación de un desfile de modas. Yi Lin también se estaba molestando por Shui Jing, una fanática de ella que estaba creciendo para convertirse en un competidor. Yi Lin, para compensar esto, hizo un gran esfuerzo para lucir más atractiva, aunque esto se volvió dominante para ella y se desmayó en el próximo desfile de modas. Yi Lin, al no ver ningún propósito en continuar su carrera en la industria de la moda, le pidió a Lulu que la ayudara a aprender a diseñar y coser ropa, lo que provocó una discusión entre las dos hermanas. Yi Lin le explicó a su gerente sobre su situación, y su gerente le dio un resbalón para reunirse en un lugar. Yi Lin llega al lugar, que resulta ser una fábrica abandonada, y recibe un encuentro sorpresa de Lulu. Lulu le dio a Yi Lin un vestido rojo, algo con lo que ella había soñado antes en el segmento. Más tarde resulta que un desfile de modas está siendo alojado en la fábrica. Gracias al aliento de Lulu y su mánager, Yi Lin tuvo un buen desempeño en el show. Lulu se graduó más tarde y ahora diseña ropa para Yi Lin, y Yi Lin recientemente ha vuelto a ocupar un lugar destacado en la industria de la moda, y ambas hermanas han mostrado alegría en lo que hacen.

### Shanghai Koi (“Amor en Shanghái”)
Teniendo lugar en un shikumen en Shanghái desde 1999 hasta nuestros días, Li Mo tiene una relación amistosa con Xiao Yu. Después de que Xiao Yu se lesionó al intentar volver a casa, Li Mo la llevó de espaldas a su apartamento. Como Xiao Yu no pudo ir a la escuela debido a su lesión, ella le pide a Li Mo que grabe las lecciones en cintas de cassette para que pueda escuchar las cintas y saber qué extrañó. Xiao Yu luego responde a Li Mo en cintas de casete y los dos desarrollan una relación romántica entre ellos. Pronto, Xiao Yu le dijo a Li Mo que su familia la está haciendo postularse a una universidad de élite muy lejana y que tendrían que mudarse, enfureciendo a Li Mo. Li Mo más tarde decidió postularse a la misma universidad, aunque la brecha académica entre Li y Li Mo. Mo y Xiao Yu eran grandes. Li Mo, a través de un arduo trabajo y un comportamiento estudioso, fue aceptado en la universidad, y cuando fue al apartamento de Xiao Yu para contar las noticias, se enteró de que Xiao Yu está en el hospital después de que su padre la golpeara por no aprobar la prueba de la aplicación. Li Mo no tuvo la oportunidad de verla ya que su familia tuvo que mudarse para vivir cerca de la universidad. Ahora, como arquitecto, Li Mo supo recientemente que Xiao Yu fue a [Estados Unidos] para estudiar en el extranjero, para su insatisfacción. Después de encontrar un casete de Xiao Yu, Li Mo entró en la casa de su abuela para buscar una grabadora. La cinta reveló a Li Mo que Xiao Yu falló deliberadamente la prueba de la aplicación para quedarse con Li Mo, lo que llevó a Li Mo a llorar por sus acciones. Años más tarde, Li Mo, ahora cuidando su propio motel en un shikumen renovado, ve a Xiao Yu en la puerta principal y sonríe.
En una escena postcréditos, los personajes que aparecen en cada segmento finalmente se encuentran en un aeropuerto, contentos con las alegrías simples de la vida y el futuro venidero.

## Reparto
| Personaje         | Seiyū            | Segmento              |
| ----------------- | ---------------- | --------------------- |
| Xiao Ming         | Taito Ban        | Hidamari no Choshoku  |
| Xiao Ming (Joven) | Mariya Ise       | Hidamari no Choshoku  |
| Yi Lin (Irin)     | Minako Kotobuki  | Chiisana Fashion Show |
| Lulu              | Haruka Shiraishi | Chiisana Fashion Show |
| Señor Steve       | Hiroki Yasumoto  | Chiisana Fashion Show |
| Limo (Rimo)       | Takeo Ōtsuka     | Shanghai Koi          |
| Xiao Yu           | Ikumi Hasegawa   | Shanghai Koi          |

## Recepción

### Taquilla
La película recaudó 2.8 millones de yenes en el mercado chino.

### Crítica
Kim Morrissy de Anime News Network la calificó la película con una B, elogiando dio la película un grado global de B, alabando "los refinados fondos", y al mismo tiempo criticando "la animación pobre de los personajes", también dijo "Shikai Oriori no es para nada una obra de arte, pero me alegra que uniera a tan talentosos artistas en CoMix Wave Films para retratar esta imagen tan sentimental de las hermosas ciudades chinas".